# 萩谷朴

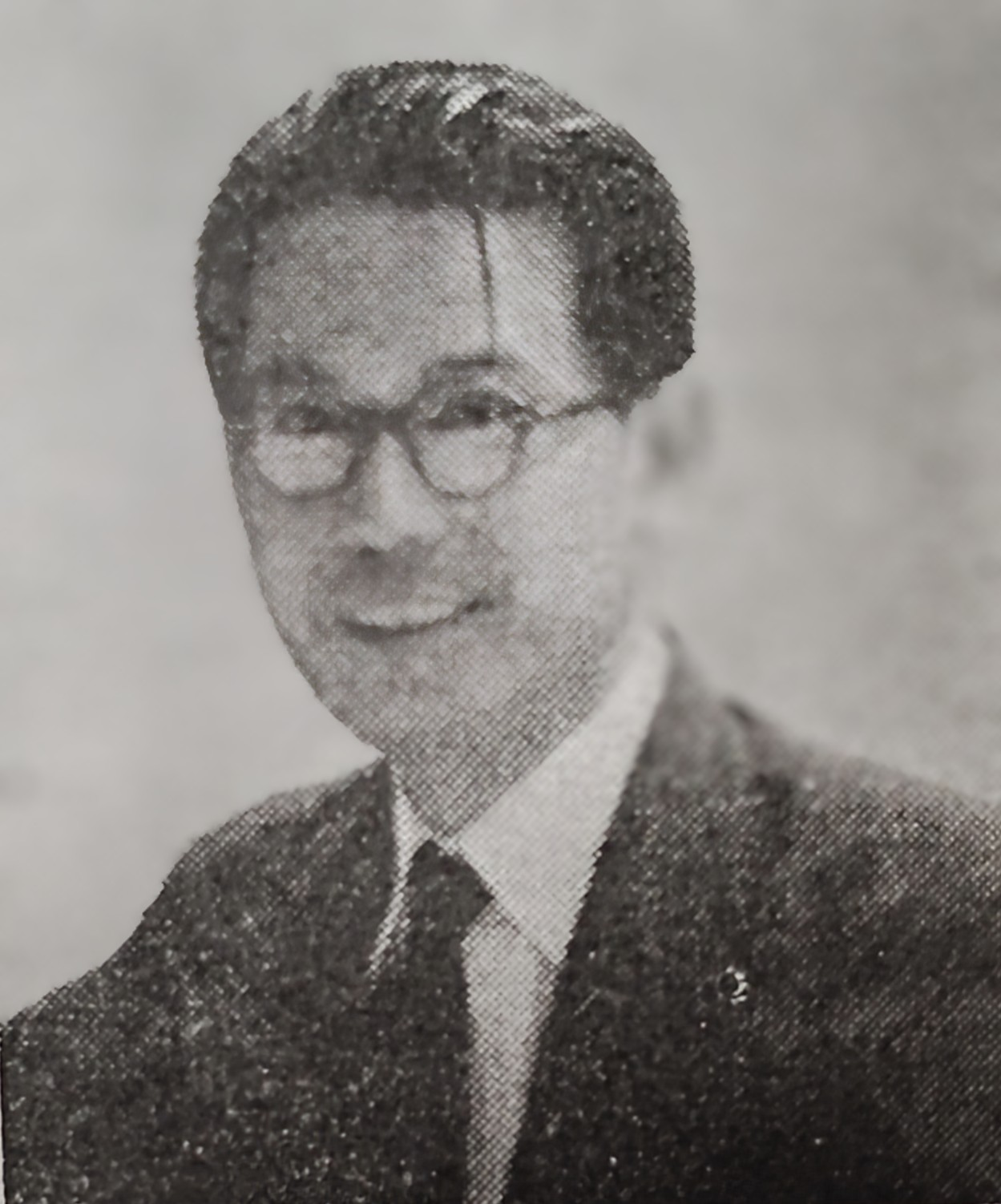
『学者評判記』1965年6月(連載記事撮影時47歳)

萩谷 朴（はぎたに ぼく、1917年11月9日 - 2009年1月24日）は、日本の国文学者。大東文化大学名誉教授、二松学舎大学名誉教授。日本文学大賞受賞者。

## 経歴
- 1917年（大正6年） 大阪府南区谷町四丁目（現在の大阪市中央区谷町）の医師・萩谷理平治、清江（すみえ）の三男として生まれる。名前の由来は『論語』「剛毅朴訥」に拠る。両親共に済生学舎を経て、母・清江は大阪初の女医で野口英世と同期生[1]。
- 1937年（昭和12年） 旧制浪速高等学校卒業。野間光辰の薫陶を受ける。同級生に庭山慶一郎、先輩に玉上琢弥、後輩に佐治敬三が在籍。
- 1937年（昭和12年） 東京帝国大学文学部国文学科入学。7月、池田亀鑑助教授（当時）の私邸・桃園文庫で大島本を底本とした現行『校異源氏物語』の校本作成に従事。（昭和17年10月まで）。
- 1938年（昭和13年）8月13日、京都帝国大学図書館に寄託されていた近衛家古文書の中から『類聚歌合』を発見[2][3]（後述）。
- 1940年（昭和15年） 東京帝国大学文学部国文学科卒業。卒業論文「平安朝文学の史的考察」（のちに白帝社から刊行）。大学院進学。引き続き、池田助教授の学位請求論文「古典の批判的処置に関する研究」を松村誠一、新井信之、木田園子らと共に協力。
- 1940年（昭和15年） 日本文化協会研究生。同会研究生の芳賀幸四郎、角川源義らと親交を結ぶ[2]。
- 1942年（昭和17年） 同大学院修了。
- 1942年（昭和17年） 二松学舎専門学校教授、塚原鉄雄、益田勝実、竹内実らの才能を見出す[2]。
- 1943年（昭和18年）3月、輜重兵として徴集され、インドネシアスマトラ島にて従軍[4]。
- 1946年（昭和21年）6月、復員。二松学舎専門学校教授。後に新制大学移行に伴い、二松学舎大学教授。
- 1946年（昭和21年）12月、義兄（長姉の夫）の声楽家徳山璉生前の知遇を生かして日本放送協会ラジオ第一、第二放送の「仲良しクラブ」「子どもの話」「お早う番組」「今日の話題」「明日の暦」等の番組に匿名で原稿を執筆（下記著書の※1それぞれに収録）。（昭和33年）まで[5]。
- 1947年（昭和22年） 9月～12月、戦前に池田亀鑑が編集顧問を務めた『少女の友』（実業之日本社）に、小説「こども今昔物語」を発表（下記著書の※2に収録）[6]。
- 1968年（昭和43年） 女子聖学院短期大学教授。
- 1969年（昭和44年） 大東文化大学教授。後に博士課程設置に伴い大学院教授。
- 1977年（昭和52年） 校註『枕草子』（新潮日本古典集成）により第9回日本文学大賞受賞[7]。
- 1991年（平成3年） 大東文化大学定年退職、名誉教授。退職後23年を経て二松学舎大学も名誉教授号を贈呈。
- 2009年（平成21年） 多臓器不全にて死去。91歳。

## 近衛家類聚歌合発見後の経緯
- 1939年（昭和14年） 池田亀鑑助教授と連名で『短歌研究』（改造社、2月号）に｢平安朝歌合二十卷の新發見報告｣､池田「古歌合卷とその學術的價値」、萩谷「廿巻本類聚歌合の研究」を発表、1月7日、朝日新聞紙上に「塵の中から百万円 国宝を掘り出す 師弟の協力実を結ぶ」と報道され、「塵の中から」の見出しもあって、京大・東大を巻き込んだ大騒動となる。池田亀鑑は京大に赴き、京大図書館長新村出に監督不行届を謝罪、近衛家文書整理主任の井川定慶が新村図書館長より問責されることで決着した[2]。
- 池田・萩谷は同論文で「堤中納言物語」の一編「逢坂越えぬ権中納言」の成立を「六条斎院物語合」の存在から天喜3年（1055年）5月3日、小式部の作と確定させる。ほぼ同時に京大大学院生・鹿嶋正二（のち堀部姓）が「堤中納言物語成立私考」「文学」(岩波書店、1939年2月）を発表[8][9][10]。
- 後年の萩谷の回想によれば、1938年（昭和13年）8月、京都帝国大学図書館で類聚歌合を影写中に、古梓堂文庫本の閲覧に来合わせた、京大院生の鹿島氏もその存在を知ることとなった。「お互いに口外せぬという約束に背いて」、鹿島が、岩波書店「文学」に『堤中納言物語』の成立論を掲載することを事前に知った池田亀鑑は、萩谷の類聚歌合の研究成果の発表を急ぎ、共著による「短歌研究」への掲載に至ったという[11]。京大側の当事者であった井川定慶の喜寿記念論集の刊行を報じた「毎日新聞」「井川仏大教授の記念論文集－圧巻、先陣争いの真相－東大と京大　古資料発見巡り」[12]には、「世間のウワサによれば、このため、源氏物語の第一人者でありながら、池田氏は久しく助教授にすえおかれた、といわれる。その真偽はともかく、萩谷氏の胸中には、それ以来、無念の残燭がチラチラと燃えていたのであろう」とある。
- 戦病死した鹿嶋（堀部と改姓）は、著著の中でも歌合発見の経緯については言及していない。

## 著書
- 「国宝『内大臣殿歌合』解説」根津美術館、1943年
- 『平安朝文学の史的考察』 白帝社、1969年 ※東京帝国大学卒業論文を公刊
- 『ボクおじさんの昔話』 笠間書院、1986年（※2）
- 『歴史366日-今日はどんな日-』 新潮選書、1989年（※1）
- 『おもしろ奇語辞典』 新潮社、1990年
  - 改題『語源の快楽』 新潮文庫、2000年
- 『おもいっきり侃侃』 河出書房新社、1990年
- 『ボクの大東亜戦争-心暖かなスマトラの人達、一輜重兵の思い出-』河出書房新社、1992年
- 『本文解釈学』 河出書房新社、1994年
- 『風物ことば十二カ月』 新潮選書、1998年（※1）
- 『紫式部の蛇足 貫之の勇み足』 新潮選書、2000年

### 校注
- 『土佐日記 紀貫之全集』 朝日新聞社 1950年（日本古典全書）
- 『へいちうものがたり』 赤堤居私家版 1952年
- 『土佐日記新釈』要書房 1954年
- 『平安朝歌合大成』 全10巻 赤堤居私家版 1957-1969年　(東京大学国語国文学会賞〈久松潜一賞〉受賞)
- 『平安朝歌合古筆現在書目録』 赤堤居私家版 1958年
- 『平中全講』赤堤居私家版 1959年
- 『平中物語』 角川文庫 1960年
- 『日本古典文学大系 第74 歌合集』 谷山茂共校注 岩波書店 1965年
- 『土佐日記全注釈』 角川書店 1967年（日本古典評釈・全注釈叢書）
- 『松浦宮物語』 藤原定家 角川文庫 1970年、新版1984年
- 『紫式部日記全注釈』上下 角川書店 1971-1973年（日本古典評釈全注釈叢書）
- 清少納言『枕草子』上下 新潮社（新潮日本古典集成）1977年、新版2017年
- 『平中全講』（復刊）同朋舎 1978年
- 『平安朝歌合大成』 全10巻（復刊）同朋舎 1979年 ／増補新訂 全5巻 1995-1996年
- 『枕草子解環』 全5巻 同朋舎 1981-1983年
- 『清少納言全歌集－解釈と評論－』笠間書院、1986年
- 『枕草子解釈の諸問題』 新典社、1991年（新典社注釈叢書）
- 『松浦宮全注釈』 若草書房 1997年

## 評伝
- 浅田 徹「萩谷朴―『平安朝歌合大成』への道」『戦後和歌研究者列伝』笠間書院. 2006年11月
- 上原作和「幻の『源氏物語全註釈』―萩谷朴小伝」「特集・『源氏物語』一千年の時空」『勉誠通信』7号 勉誠出版 2009年5月

## 親族
- 徳山璉　長姉・寿子の夫[13]
- 徳山寿子（1902年～1992年）徳山璉の妻で、坂本龍一もピアノ教室に通った音楽家。コップなどを使った創作楽器の演奏で活躍し、日本テレビ「徳山寿子のキッチン楽団[14]（坂本も参加）」に出演していた。
- 根津嘉一郎_(2代目)　妻・松江(安田善五郎四女)の姉（三女・智恵子）の夫[15]

## 関連人物
- 田中親美
- 池田亀鑑
- 角田文衛
- 角川源義
- 塚原鉄雄
- 益田勝実
- 小松茂美
- 中村義雄